# Abel Braga
 (août 2022).
Si vous disposez d'ouvrages ou d'articles de référence ou si vous connaissez des sites web de qualité traitant du thème abordé ici, merci de compléter l'article en donnant les références utiles à sa vérifiabilité et en les liant à la section « Notes et références ».
Pour les articles homonymes, voir Silva.
Abel Carlos da Silva Braga est un footballeur brésilien né le 1er septembre 1952 à Rio de Janeiro.

## Biographie
Avant de signer au PSG, Abel eut plusieurs fois l'occasion de venir jouer en France : tournoi de Cannes juniors 1971, Tournoi de Paris et tournée européenne du Brésil en 1978. Son épouse, Gloria, est d'origine française.
Abel compte cinq sélections en équipe du Brésil, il faisait partie du groupe des 22 joueurs qui participa à la phase finale de la Coupe du monde 1978.
Le 16 juin 2015, il remplace Eric Gerets à la tête du club émirati Al-Jazira.

## Carrière

### Carrière de joueur
- 1971-76 : Fluminense FC ( Brésil)
- 1976-79 : CR Vasco da Gama ( Brésil)
- 1979-81 : Paris SG ( France)
- 1981-82 : Cruzeiro EC ( Brésil)
- 1982-84 : Botafogo FR ( Brésil)
- 1984-85 : Goytacaz ( Brésil)[2]

### Carrière d'entraîneur
- 1985 : Botafogo FR ( Brésil)
- 1986 : EC Vitória ( Brésil)
- 1987-88 : Santa Cruz FC (Recife) ( Brésil)
- 1988-89 : SC Internacional ( Brésil)
- 1989-91 : FC Famalicão ( Portugal)
- 1991 : SC Internacional ( Brésil)
- 1992-93 : CF Belenenses ( Portugal)
- 1994 : Vitória Setubal ( Portugal)
- 1995 : CR Vasco da Gama ( Brésil)
- 1996 : Guarani FC ( Brésil)
- 1997 : Santa Cruz FC (Recife) ( Brésil)
- 1998 : Atlético Paranaense ( Brésil)
- 1999 : Coritiba FC ( Brésil)
- 2000 : CR Vasco da Gama ( Brésil)
- 2000 : Olympique de Marseille ( France)
- 2001-02 : Botafogo FR ( Brésil)
- 2002 : Atlético Paranaense ( Brésil)
- 2003 : AA Ponte Preta ( Brésil)
- 2004 : CR Flamengo ( Brésil)
- 2005 : Fluminense FC ( Brésil)
- 2006-08 : SC Internacional ( Brésil)
- 2008-2011 : Al Jazira Abu Dhabi ( Émirats arabes unis)
- 2011-2013 : Fluminense FC ( Brésil)
- déc. 2013-déc. 2014 : SC Internacional ( Brésil)
- 2015-déc. 2015 :  Al-Jazira  ( Émirats arabes unis)
- déc. 2016-juin 2018 : Fluminense ( Brésil)
- jan. 2019-mai 2019 : Flamengo ( Brésil)
- sep. 2019-nov. 2019 : Cruzeiro ( Brésil)
- déc. 2019-mars 2020 : Vasco da Gama ( Brésil)
- nov. 2020-mars 2021 : Internacional ( Brésil)
- juin 2021-sept 2021 : FC Lugano (FC Lugano)
- déc. 2021-avr. 2022 : Fluminense ( Brésil)

## Palmarès

### Palmarès de joueur
- Champion de Rio en 1973 et 1975 avec Fluminense
- Champion de Rio en 1977 avec Vasco da Gama
- 5 sélections en équipe du Brésil en 1978

### Palmarès d'entraîneur
- Vainqueur de la Coupe du monde des clubs de la FIFA en 2006 avec le Sport Club Internacional
- Vainqueur de la Copa Libertadores en 2006 avec le Sport Club Internacional
- Finaliste de la Coupe du Brésil en 2004 avec Flamengo
- Champion de Rio en 2000 avec Vasco da Gama
- Champion de Rio en 2005 avec Fluminense
- Champion du Parana en 1999 avec Coritiba
- Champion du Parana en 1998 avec l'Atletico PR
- Champion des Émirats arabes unis en 2011 avec Al Jazira
- Vainqueur de la Coupe des Émirats arabes unis en 2011 avec Al Jazira
- Champion du Championnat Brésilien en 2012 avec Fluminense
- Champion de Rio en 2019 avec Flamengo